# Salto Veloso
Salto Veloso é um município brasileiro do estado de Santa Catarina. Localiza-se no meio-oeste catarinense, na região do Vale do Contestado. Encontra-se na Zona Fisiográfica do Meio Oeste de Santa Catarina, Alto Vale do Rio do Peixe e integra a Associação dos Municípios do Alto Vale do Rio do Peixe (AMARP).

## Onomástico
O município deve seu nome ao caboclo Antônio José Veloso, que se estabeleceu entre 1915 e 1919 próximo a um rio repleto de cachoeiras, posteriormente batizado de Rio Veloso em sua homenagem. Na época, a região era coberta por uma densa floresta de araucárias, com poucas clareiras abertas por moradores para subsistência. Antônio Veloso construiu seu casebre próximo a uma trilha de tropeiros, que passaram a usar seu rancho como ponto de referência e descanso, difundindo sua reputação. O local ficou conhecido como "Salto Veloso" e, mesmo após a chegada de colonizadores nas décadas de 1920 e 1930, o nome foi mantido em respeito ao pioneiro, cuja hospitalidade tornou-se um símbolo para a comunidade.

## Breve Histórico
Salto Veloso tem origem no caboclo Antônio José Veloso, que no final do século XIX fixou-se próximo às quedas do Rio Veloso, à margem de uma trilha usada por tropeiros que transportavam animais entre Palmas e Perdizes (atual Videira). Seu rancho tornou-se ponto de referência, levando o local a ser chamado de "Salto do Veloso" e, posteriormente, "Salto Veloso". 
A colonização posterior, principalmente por famílias italianas vindas de Santa Catarina e da Serra Gaúcha, manteve o nome em homenagem ao pioneiro. Hoje, o município destaca-se no agronegócio (suinocultura e bovinocultura), na indústria de processamento de carnes (como a JBS), na marcenaria e no setor metalomecânico, além de oferecer boa qualidade de vida à população.

## Povos Originários
O município de Salto Veloso tem raízes na presença histórica de povos indígenas, principalmente os Kaingangs e Xoklengs, que habitavam a região antes da colonização europeia. Os Kaingangs dominavam os campos do planalto, vivendo da caça, coleta de pinhão e uma agricultura rudimentar, enquanto os Xoklengs eram seminômades, adaptados à vida nas florestas de araucárias. Ambos os grupos enfrentaram o avanço da colonização, que reduziu drasticamente suas populações devido a conflitos, escravização e perda de território.
Vestígios arqueológicos, como pontas de flecha, cerâmicas e urnas funerárias, comprovam a ocupação indígena na região. Além disso, há relatos de "casas subterrâneas" (buracos de índio), ainda não totalmente estudadas. Com a chegada dos colonizadores, esses povos foram sendo expulsos de suas terras, restando hoje apenas pequenos grupos em reservas. A memória desses primeiros habitantes persiste na cultura local, como no método de conservação do pinhão, herdado dos Xoklengs.

## Cablocos e a Guerra do Contestado
A região de Salto Veloso e o Contestado foram historicamente ocupadas por caboclos – descendentes da miscigenação entre indígenas, europeus (espanhóis e portugueses) e mouriscos. Esses grupos formaram uma população autônoma, vivendo em harmonia com a natureza, sustentando-se da caça, agricultura rudimentar e tropeirismo. Sua organização social baseava-se em laços familiares, compadrio e solidariedade, com uma cultura marcada pelo sincretismo religioso (crenças indígenas, catolicismo popular e influências mouriscas).
Com a chegada da colonização europeia e, posteriormente, das companhias madeireiras e ferroviárias (como a Brazil Railway Company), os caboclos foram expulsos de suas terras, muitas vezes violentamente, gerando conflitos como a Guerra do Contestado (1912-1916). Apesar da resistência, foram marginalizados, tendo suas terras tomadas e seu modo de vida destruído pelo "progresso". 

## A Fé Católica e uma Rinha de Comunidades

### Devoção à Santa Juliana
Os imigrantes italianos que chegaram a Salto Veloso trouxeram uma fé inabalável, manifestada na construção da primeira capela em 1932, feita de tábuas de pinheiro e coberta com tabuinhas. Medindo 6×8 metros, era simples, mas abrigava o coração da comunidade. A escolha da padroeira, Santa Juliana, foi um consenso entre as famílias, muitas originárias de Mato Perso (RS), onde a santa já era venerada.
A imagem da santa, foi comprada em Caxias do Sul, transportada de trem até Perdizes (atual Videira) e depois em carroça até Salto Veloso, onde foi recebida com fogos de artifício e procissão – um evento histórico para a vila. Algumas famílias caboclas estranharam a imagem de Santa Juliana, que trazia um demônio aos pés, e chegaram a protestar: "A Santa pode ficar, mas o diabo tem que sair!".  Com o aumento da população, a primeira capela ficou pequena. Em 1945, uma nova igreja de madeira (12×18 metros) foi erguida no mesmo local. A comunidade se mobilizou em mutirões, mas a estrutura ainda era provisória.

### A Rinha das Cidades: Salto Veloso vs. Arroio Trinta
A relação entre Salto Veloso e Arroio Trinta sempre foi marcada por uma rivalidade silenciosa, que explodiu em conflito aberto quando a questão religiosa entrou em cena. Tudo começou com a crescente insatisfação dos velosenses, que, apesar de pertencerem à Paróquia de Nossa Senhora dos Campos de Arroio Trinta, sentiam-se negligenciados. As visitas do vigário eram raras, limitando-se a missas esporádicas e batismos, sem qualquer acompanhamento pastoral mais profundo. Enquanto isso, Salto Veloso crescia rapidamente – em 1954, já contava com 280 famílias e cerca de 2.500 habitantes, além de escolas, comércio e uma identidade comunitária forte.
A gota d’água veio quando os moradores de Salto Veloso decidiram construir uma nova igreja, maior e em alvenaria, para substituir a antiga capela de madeira, que já não suportava a lotação dos fiéis. O projeto era ambicioso para época e refletia o orgulho da comunidade, mas esbarrou na resistência ferrenha do pároco de Arroio Trinta, Padre Agostinho Rombaldi. Ele não apenas duvidou da capacidade financeira dos velosenses, como também fez questão de frisar que uma capela não poderia ser maior que a matriz de Arroio Trinta – uma afronta direta ao prestígio da cidade a qual Salto Veloso, à época, era distrito.
A situação escalou quando uma comissão de Salto Veloso, liderada pelo intrépido João Domingos Cantú, decidiu apelar diretamente ao Bispo Dom Daniel Hostin, em Lages. Cantú, conhecido por sua franqueza, não economizou palavras: "Se não tivéssemos coragem, não estaríamos aqui. Fazemos dinheiro com trabalho, e o povo vai construir essa igreja!". O bispo, impressionado com a determinação da comunidade, deu seu aval.
A construção da Igreja Matriz de Santa Juliana foi concluída em 1962, e sua imponência – maior e mais moderna que a matriz de Arroio Trinta naquela época – tornou-se um enorme orgulho ao povoado velosense. No ano seguinte, Salto Veloso finalmente conquistou sua autonomia paroquial, desvinculando-se definitivamente de Arroio Trinta. Mas a rivalidade não terminou ali. A rixa religiosa era, na verdade, um reflexo de uma disputa maior: Salto Veloso queria provar que não era um mero distrito, mas uma comunidade com força e identidade próprias e exigia sua emancipação político-administrativa.
Essa tensão se estendeu para outros aspectos da vida regional. Quando Salto Veloso conseguiu sua emancipação política em 1964, por um acaso do destino político, ambas as cidades conquistaram sua autonomia no mesmo dia e no mesmo ano – hoje, comemoram seus aniversários na mesma data e possuem a mesma idade. A rivalidade, porém, acabou se transformando em um elemento de identidade para ambas as cidades. Hoje, décadas depois, os velosenses ainda contam essa história com orgulho, lembrando como uma comunidade unida e teimosa enfrentou a resistência do clero e dos vizinhos para construir não apenas uma igreja, mas seu próprio futuro. A rinha entre ambos os municípios permanece adormecida, e as vezes reaviva-se, principalmente quando as cidades enfrentam-se em eventos poliesportivos.

## Símbolos Municipais
Os símbolos municipais de Salto Veloso são o brasão de armas, o hino e a bandeira, instituídos por legislação complementar própria, tendo em vista exigência da Lei Orgânica: 

### Brasão de Armas

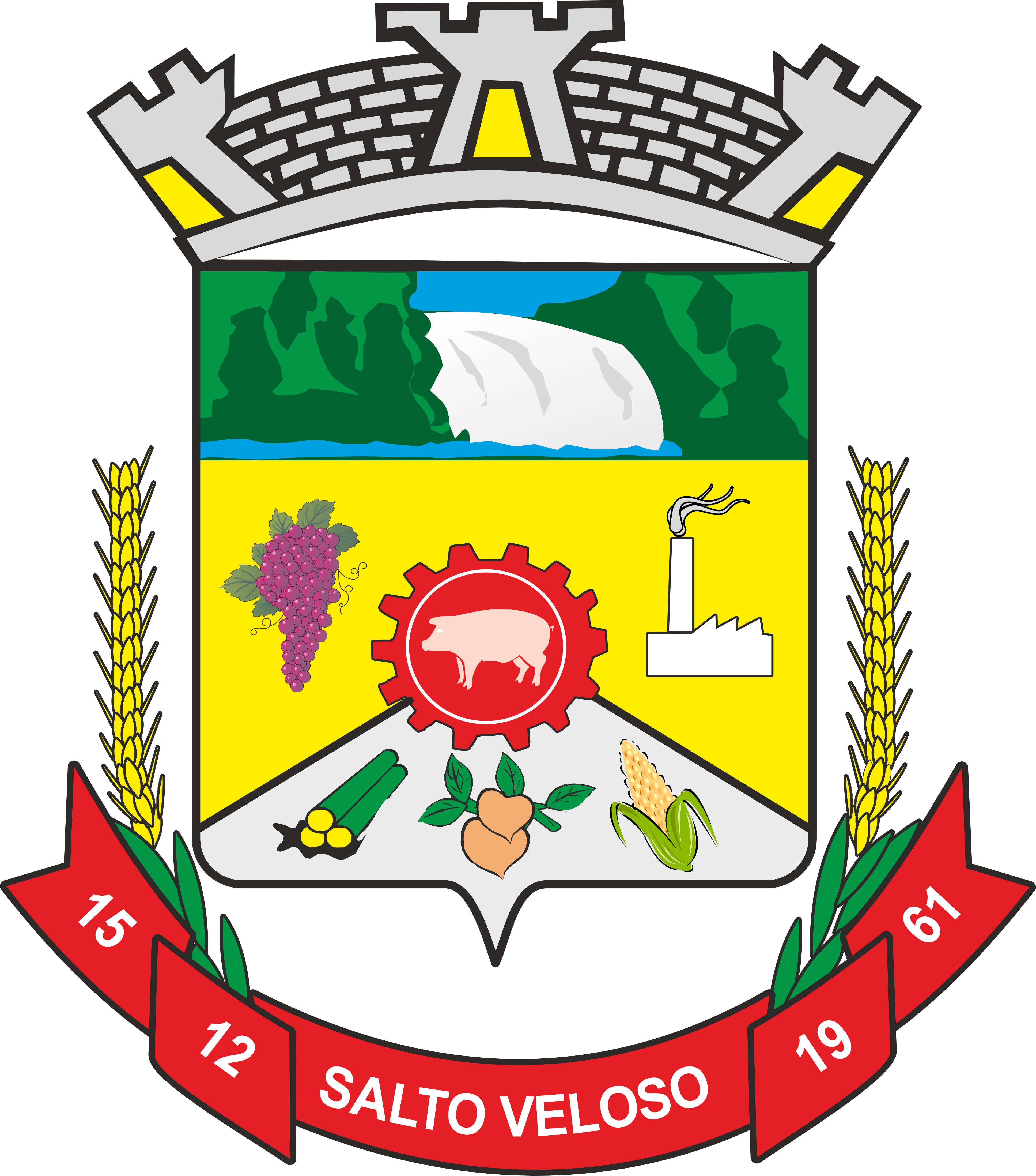
Brasão de Armas de Salto Veloso

Forma-se de um escudo nas cores amarelo ouro e cinza, formando desta maneira dois campos. Na parte superior do brasão temos a vista do Salto, o qual deu origem ao nome do Município, juntamente com o nome do primeiro habitante deste Território Municipal. Na parte central, encontramos à esquerda a uva, simbolizando a nossa viticultura. À direita, o símbolo de nossas indústrias e no centro a estampa do progresso e a expressão máxima de economia municipal, que é a suinocultura. Na parte inferior, encontramos à esquerda a madeira, uma das principais matérias primas industriais. À direita o milho como principal símbolo de nossa agricultura e ao centro a nossa fruticultura, a qual ainda encontra-se em expansão. O referido tem também nas partes laterais o trigo, simbolizando ainda a triticultura existente no Território Municipal e a faixa envolvente com o nome do Município. Coroando o brasão, um muro fortificado, com torrões de sentinelas, simbolizando a comuna unida e vigilante.

### Hino de Salto Veloso
O Hino de Salto Veloso, oficializado pela Lei Municipal n. 1094/2003, com letra de Pe. Jarcy Antonio de Martini e música de Gesiel Fernandes, com base nas partituras originais do Pe. Domingos Girotto, apresenta uma estética fortemente influenciada pelos estilos romântico e épico, característicos de obras que buscam exaltar valores históricos, culturais e sentimentais. A letra valoriza a trajetória dos imigrantes italianos e enaltece virtudes como a fé, o trabalho e o progresso, alinhando-se ao tradicionalismo regionalista comum em hinos municipais brasileiros.
A composição utiliza recursos literários como metáforas (e.g., "florão de gloriosa pujança"), personificações (e.g., "colinas ridentes") e aliterações (e.g., "salve, salve, cidade querida"), reforçando o tom emotivo e heroico. A estrutura poética baseia-se em versos de redondilha maior (sete sílabas métricas), forma tradicional na literatura popular e nos hinos cívicos brasileiros.
Musicalmente, o hino adota a forma de marcha-hino, com andamento regular e compassado, destinado à execução coral em eventos oficiais. A melodia é silábica, ou seja, cada sílaba do texto é acompanhada por uma única nota musical, facilitando o canto coletivo. O uso de tonalidade maior, típico em composições cívicas, reforça o sentimento de solenidade e alegria.
A estética do hino alinha-se à tradição dos hinos municipais compostos entre os séculos XX e XXI, cuja função é reforçar a identidade local e promover o orgulho cívico.

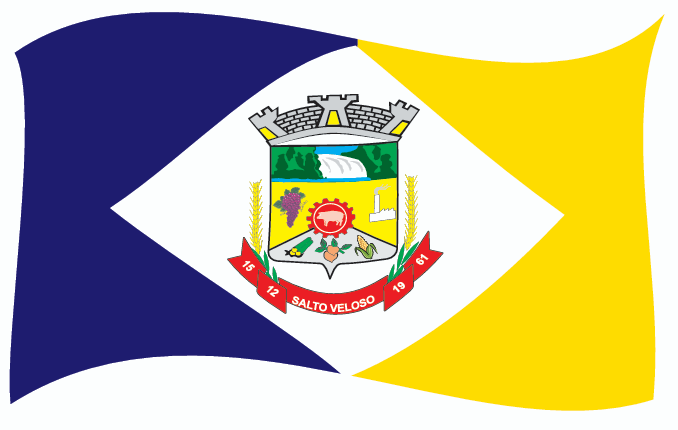
Bandeira de Salto Veloso

## Feriados Municipais
Conforme a Lei n.º 166/1976 de 07.12.1976, sancionada pelo então Excelentíssimo Sr. Antônio Ferronato, Prefeito Municipal, são estabelecidos dois feriados municipais, sendo nos dias 16 de fevereiro, em virtude às comemorações da padroeira do município, Santa Juliana e no dia 15 de dezembro, data benemérita da criação do município. O município também celebra todos os feriados estaduais e nacionais, conforme disposições legais.

## Economia Local
A economia de Salto Veloso é substancialmente vindoura das indústrias de carne, indústrias madeireiras e da agricultura familiar presente no município.

### Setor Industrial
O setor industrial de Salto Veloso é basicamente alicerçado em torno de uma grande indústria multinacional de alimentos, a JBS Foods. Possui também algumas indústrias metalúrgicas que produzem principalmente equipamentos para a suinocultura. A indústria madeireira também se destaca enquanto fonte geradora de emprego e renda. Indústrias de vinhos, artefatos de cimento entre outras, também contribuem para com o movimento econômico de Salto Veloso.

### Setor Comercial
O comércio e a prestação de serviços é amplo e diversificado. Lojas de roupas e calçados, material de construção, móveis e eletrodomésticos, papelarias, artigos de couro, supermercados, bares e restaurantes, videolocadoras, farmácias, padarias, postos de combustível, oficinas mecânicas, empreiteiras, elétricas, salões de beleza, lotérica, bancos e outros estabelecimentos compõem a rede comercial e de serviços.

### Setor Rural
A principal atividade econômica é a suinocultura, com rebanho efetivo de 60 mil cabeças. O gado leiteiro é a segunda maior fonte de renda, presente em praticamente 40% das propriedades. Outras atividades como o confinamento de gado de corte, o reflorestamento, a produção de grãos, principalmente o milho para consumo nas propriedades em forma de silagem, também contribuem significativamente para a geração de renda das famílias rurais velosenses.

## Turismo
O turismo em Salto Veloso é muito regimentado no religioso e nas tradições que os italianos e gaúchos enraizaram no município, além, é claro, de suas belezas naturais.

### Parque Municipal Pedro Giacomin - Parque do Salto
Localizado no coração do município, o Parque do Salto é o principal atrativo turístico da cidade. Com belíssimas cascatas e trilhas, exercendo com maestria o contraste das indústrias e dos prédios com a natureza.

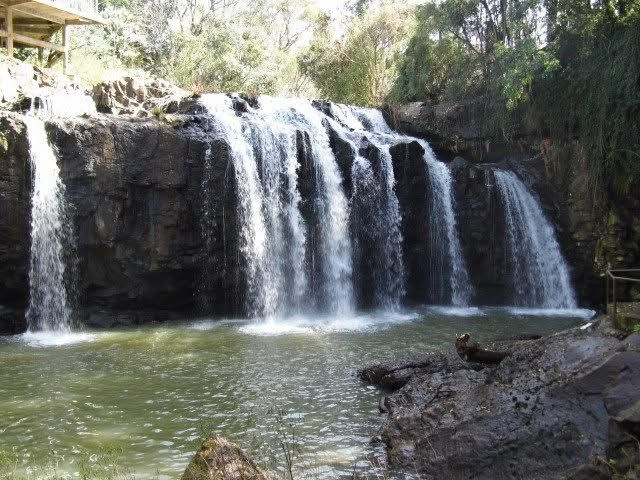
A cachoeira central do Parque do Salto

Dentro do Parque do Salto, existem várias benfeitorias e acessões, dentre elas, uma estátua em concreto confeccionada pelos artistas José Edson Canônica e Lucilene Passoni Abati de São Francisco de Assis em 2006, justamente por ser o santo católico de proteção aos animais e do meio ambiente.

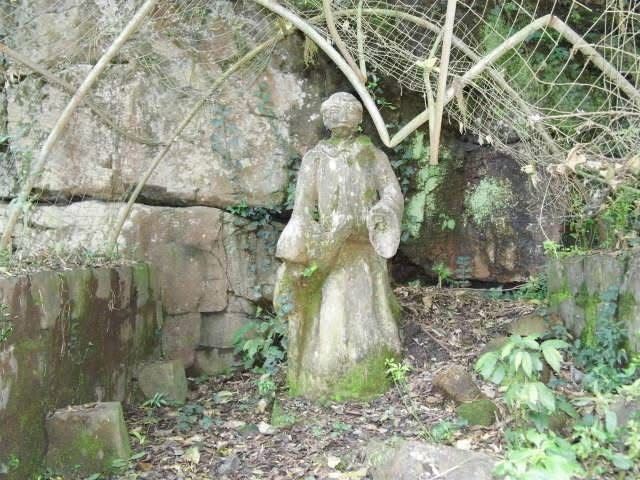
São Francisco de Assis, padroeiro dos animais e da ecologia

### Parque Municipal de Exposições "Agostinho Antônio de Bortoli"
Se concentrando cerca de mil metros longe do centro da cidade, o Parque Municipal de Exposições é um lugar de beleza singular e considerado um dos mais belos parques da região. Utilizado exponencialmente para eventos como rodeios e exposições tradicionais do município. Abriga ainda o Centro de Tradições Gaúchas Porteira Velosense, uma entidade tradicionalista gaúcha conhecida como CTG e visa principalmente o resgate daquela cultura, com os churrascos, danças e esportes.

### Centro de Eventos "Antônio Ferronato"
Inaugurado em 2008, é um espaço utilizado pelas associações e instituições do município que usufruem do local aproveitando o auditório para realizar eventos como formaturas, teatros, palestras, reuniões e discussões que fazem jus o beneficiamento da população velosense. Abriga um auditório com cerca de quatrocentas poltronas estofadas, climatizado e com sonorização profissional, sala de reuniões, banheiros adaptados e ainda uma sala utilizada pela Associação Comercial e Industrial de Salto Veloso - ACISV como escritório.

### Monumento "Divino Pai Eterno"
Em 2016 foi inaugurado o Monumento ao Divino Pai Eterno que é a representação da Santíssima Trindade – Pai, Filho e o Espírito Santo – coroando Maria Santíssima. Um monumento dedicado a todos os fiéis devotos. Aberto todos os dias para visitação, todo dia 23 de cada mês acontece missa em honra ao Divino Pai Eterno.

### Igreja Matriz e Paróquia "Santa Juliana"
A padroeira do município de Salto Veloso é a Santa Juliana, um ícone católico que segura o diabo acorrentado ao seus pés. A crença católica acredita que a jovem mártir, que foi decapitada, é reverenciada como padroeira da castidade, da pureza e da doença. Juliana foi sepultada em sua terra natal, a Nicomédia, hoje conhecida como Izmit, na Turquia. Anos depois seus restos mortais foram transferidos para Nápoles, na Itália, motivo que a tornou conhecida entre os italianos, que séculos depois vieram para o Brasil e povoaram regiões como Flores da Cunha.
A adoração por essa santa em território municipal, começou quando famílias de Mato Perso que migraram para Salto Veloso, fundaram uma comunidade em honra a Santa Juliana, cuja imagem produzida em Caxias do Sul é idêntica àquela da terra de origem. O canto de Santa Juliana é de autoria do Rev.mº. Pe. Domingos Girotto, que também co-escreveu a ode máxima velosense.

### Moinho e Usina
Fruto da pujança empreendedora liderada por Pedro Giacomini, que não queria ver seu genro Antônio Ferronato e família deixarem a então localidade do Veloso, para buscar uma vida nova no Paraná, surgiu nos idos de 1948 a sociedade “Indústrias Salto Veloso Ltda” com 14 sócios. O projeto consistiu-se na exploração do potencial da cachoeira central do Rio Veloso na geração de energia elétrica para instalação do moinho e fornecimento de energia para a pequena vila. Tanto o Moinho quanto a Usina perderam com o passar do tempo sua importância econômica, porém, agregaram inestimável valor histórico, cultural e turístico. A usina e o moinho estão desativados atualmente. Mas suas estruturas estão preservadas.

### Cantina e Indústria de Vinhos
História começa em 1895 com o nascimento de João De Bortoli, filho de imigrantes italianos, tornou-se um dos principais líderes e batalhadores da pequena comunidade de Salto Veloso que nesta época ainda não era município, mas fazia parte do Município de Videira. Porém a primeira cantina de vinhos de Salto Veloso se deu no início do ano 1938, quando João de Bortoli, vendo a necessidade de industrializar as uvas que os primeiros imigrantes cultivaram na região, resolveu então construir no porão da própria casa uma Cantina de Vinhos.
A indústria e marca foram registradas com o nome “Colonial”. O empreendedor João de Bortoli, via nesta iniciativa uma oportunidade de manter os costumes dos seus pais (naturais da Itália) e ainda, entendia que o vinho, além de saudável, é útil para festas e encontros com os amigos, que na época reuniam-se para um belo jogo de bocha, mora e o tradicional quatrilho, sempre acompanhados de um bom vinho.
A empresa do Sr. João de Bortoli nesta época transportava o vinho em carroça de boi, em caixas de madeira com 48 garrafas empalhadas, com palha de trigo e eram vendidas na vila de Papuan (hoje Treze Tílias), Itapuí (hoje Ibicaré), Encruzilhada (hoje Arroio Trinta), Cocho (hoje Bom Sucesso) e em mais algumas cidades e vilas da região. Em 1952, a firma Andreassa de Videira construiu uma pequena cantina de madeira aqui na vila de Salto Veloso, só para fabricação de vinho, e era transportado para Videira, onde era engarrafado e vendido com a marca “Vinhos Embaixador”. Nesta época o responsável para o recebimento e a fabricação do vinho era o Sr. Laurindo Olivo.
Em 1956, sete famílias iniciaram uma nova cantina, com razão social “Indústria e Comércio Giacomini Ltda.”
Em 1980 a empresa De Bortoli comprou a mesma, a qual passou a denominar-se “Indústria de Vinhos Salto Veloso Ltda.” Hoje a capacidade de produção é de aproximadamente 1 milhão de Litros. Vinho Tinto, Rosado, Branco, Niágara, Bordô e Cabernet Sauvignon, estão sendo comercializados nos estados de Santa Catarina, Paraná, São Paulo, Mato Grosso, Amazonas e Roraima.

### Morro do Pau Seco
Um dos morros mais altos do meio oeste catarinense, com 1250 metros de altitude, localiza-se a noroeste de Salto Veloso, altos da Linha De Bastiani. A origem de seu nome está associado a única árvore que sobrou em seu cume após o ciclo da madeira, uma velha canela seca. Os amantes dos esportes radicais, tais como; parapente e voo livre estão explorando o morro que segundo eles é perfeito para prática destes esportes. Em seu topo pode-se avistar toda região e o espetáculo é ainda maior nas noites de Réveillon, onde pode-se ver os fogos das cidades vizinhas e ainda acampar por lá.

## Administração Municipal
Nas eleições municipais de 2016, Salto Veloso mudou sua história ao eleger a primeira mulher prefeita no primeiro turno, Ana Rosa Zanela (MDB), com 2.024 votos.
Atualmente, o poder executivo atua com seis secretarias que fazem parte da estrutura organizacional do município.
| Bairros     | Motivo do Nome |
| ----------- | --- |
| Do Salto    | Por localizar-se nas redondezas do Parque do Salto, nas origens do município.                                         |
| Escolar     | Por manter as instituições educacionais do município.                                                                 |
| Cidade Alta | Por localizar-se na parte mais alta do município.                                                                     |
| Centro      | Por ficar na parte movente da cidade, onde está localizado a maioria do comércio e do setor administrativo municipal. |
| Industrial  | Por manter uma filial da maior indústria de processamento de carne do mundo, a JBS Foods.                             |

## Capital Catarinense do Hambúrger
O Município de Salto Veloso foi reconhecido como a Capital Catarinense do Hambúrger no ano de 2002 e consolidado no ano de 2015, através da Lei Ordinária nº 16.722, promulgada pelo então Presidente da Assembleia Legislativa de Santa Catarina - Alesc, o Maioríssimo Deputado Estadual, Senhor Gelson Merisio, devido a produção excepcional do produto na cidade.
Devido a esse título, bienalmente é realizada a Festa Nacional do Hambúrger, trazendo shows nacionais e de grande porte ao município.